# Fantasy Empires
Fantasy Empires est un  jeu de guerre et de stratégie pour PC développé par Silicon Knights et publié par Strategic Simulations, Inc. en 1993.

## Trame
Fantasy Empires se déroule dans l'univers de Mystara, un décor de campagne pour le jeu de rôle médiéval-fantastique Donjons et Dragons développé par TSR de 1980 à 1995 à travers différents suppléments.

## Système de jeu
Fantasy Empires est un jeu de stratégie au tour par tour et de gestion qui utilise les mécanismes de jeu de Donjons et Dragons.Tous les personnages du jeu sont en effet caractérisés comme dans le jeu de rôle par leur race, leur classe, leur alignement, leur expérience et leur niveau. Le joueur incarne un personnage fictif responsable d’un état. Il affronte jusqu’à cinq adversaires et tente de conquérir un empire lors de scénarios prédéfinis, ou dans une campagne complète lors de laquelle son personnage gagne de l’expérience et évolue au fur et à mesure des confrontations,. Une partie se déroule au tour par tour sur une carte parsemée de prairie, de désert, de montagnes et d’îles. La carte est divisée en 98 états, eux-mêmes réunis en régions. Lorsqu’un joueur contrôle un état, celui-ci lui rapporte de l’argent à chaque tour et, lorsqu’il contrôle tous les états d’une même région, les revenus de ceux-ci sont doublés. L’argent qu’il collecte lui permet de construire des bâtiments, qui lui permettent ensuite de recruter les troupes nécessaires pour partir à la conquête de nouveaux territoires. Outre les troupes de base, les joueurs peuvent recruter des héros dont des elfes, des nains, des prêtres, des druides ou des mages. Comme dans un jeu de rôle, ces héros gagnent de l’expérience et progressent au fur et à mesure des combats et des quêtes qu’ils accomplissent. Ils peuvent également récupérer des objets magiques qui augmentent leurs capacités,. Certains disposent également de sortilèges qui peuvent influencer les combats.Les combats se déroulent dans un mode de jeu spécifique et se jouent en temps réel. Le joueur observe alors le champ de bataille en vue du dessus et dirige ses troupes à l’aide du clavier ou du joystick. À la fin du combat, un bilan de l’affrontement, avec le nombre de morts et de blessés de chaque camp, est affiché à l’écran. En cas de victoires, les héros et leurs troupes gagnent de l’expérience et deviennent plus puissants.

## Accueil
| Fantasy Empires |      |       |
| Média           | Pays | Notes |
| AllGame         | US   | 3,5/5 |
| Dragon Magazine | US   | 3/5   |
| Gen4            | FR   | 79 %  |
| Joystick        | FR   | 83 %  |
| PC Gamer UK     | GB   | 45 %  |
| Tilt            | FR   | 89 %  |